# 赫尔穆特·克雷默斯
赫尔穆特·克雷默斯（德語：Helmut Kremers，1949年3月24日—），前德国足球运动员，场上司职后卫。他与其孪生兄弟埃尔文·克雷默斯均曾入选过西德国家足球队，并随队夺得1974年世界杯冠军，两人也是德甲历史上出现的首对双胞胎球员。